# Dialogue de sourds
Pour le court-métrage de Bernard Nauer, voir Dialogue de sourds (court-métrage).
Pour l'épisode de série télévisée, voir Saison 5 de The Big Bang Theory#Épisode 4 : Dialogue de sourds.
Un dialogue de sourds est une expression idiomatique qui désigne une discussion impliquant généralement deux interlocuteurs, qui ne se comprennent pas ou ne s'écoutent pas l'un l'autre en pensant qu'ils conversent ensemble d'un même thème.